# Звуки курая над Сеной
«Звуки курая над Сеной» — документально-игровой фильм, созданный на базе киностудии «Башкортостан» в 2005 году. Картина рассказывает об участии башкирских полков в Отечественной войне 1812 года и дальнейших военных кампаниях против Наполеона. Съемки проходили в городах Лейпциг, Париж; в Тюрингии, Саксонии (Германия) и Архангельском районе Республики Башкортостан. «Звуки курая над Сеной» — первый фильм киностудии «Башкортостан» с таким широким географическим охватом: Башкортостан, Германия, Франция.
Основная тема фильма — участие башкирских полков в Отечественной войне 1812 года. В фильме демонстрируется бытовой уклад башкирских деревень XVII века, батальные сцены сопровождаются комментариями российских и зарубежных историков.
Во время создания фильма режиссёр Насур Юрушбаев обнаружил до сих пор неизвестные факты в биографии немецкого писателя Иоганна Гёте. На двух страницах 24-го тома собрания сочинений Иоганна Гёте размещено письмо его другу Генриху фон Требра. Поэт написал его в январе 1814 года, где подробно рассказал приятелю о своей встрече с башкирскими воинами. Великий Гёте пишет своему другу, что он познакомился с джигитами, которые возвращались из похода домой через Веймар, стал свидетелем того, как башкиры совершали намаз в здании протестантской школы города. А потом Гёте пригласил их к себе в гости пить чай. В память о себе башкиры подарили немецкому классику лук и стрелы 
Фильм не раз показывали по саксонскому телевидению, даже был организован специальный показ и телемост, так же фильм демонстрировался на IV международном фестивале мусульманского кино «Золотой минбар» (Казань, 2008).